# 윤용호 (축구 선수)
윤용호(1996년 3월 6일 ~ )는 대한민국의 축구 선수로, 포지션은 공격형 미드필더이다. 현재 K리그2 천안 시티 FC에서 활약하고 있다.

## 클럽 경력
수원 삼성 블루윙즈 유소년팀인 매탄고등학교를 졸업하고, 구단의 우선 지명을 받은 뒤 한양대학교 축구부에 입단하였다.
2017년 한양대학교를 중퇴하고 수원 삼성 블루윙즈에 입단하였다. K리그 클래식 11라운드 전남 드래곤즈와의 원정 경기에 교체 투입되며 프로 데뷔전을 치렀다. 28라운드 전남과의 홈 경기에서 선발 출장 후 득점을 기록하며, 데뷔골을 기록하였다.
2019 시즌을 앞두고 K리그2의 대전 시티즌으로 임대되었다. 2019년 3월 3일 열린 안산 그리너스와의 개막전에서 대전 입단 후 첫 골을 기록했다.
2019 시즌 후반기에는 K리그2의 전남 드래곤즈로 재임대되었다.
2020 시즌을 앞두고 성남 FC에 입단했다.
2021 시즌을 앞두고 안진범과의 트레이드로 인천 유나이티드로 이적했다.
2021 시즌 중 여름이적시장을 통해 K3리그의 천안 시티 FC으로 이적하였다.